# Henry Hawley
Le Lieutenant général Henry Hawley (12 janvier 1685 - 24 mars 1759) était un officier de l'armée britannique qui a servi dans les guerres de la première moitié du 18e siècle. Il a combattu dans un certain nombre de batailles importantes, comme Dettingen en 1743 et Fontenoy en 1745.
Lors de la rébellion jacobite de 1745, il est rappelé en Grande-Bretagne, nommé commandant militaire en Écosse et en janvier 1746, battu à Falkirk Muir. Il a commandé la cavalerie gouvernementale sous Cumberland à Culloden en avril, une victoire qui a mis fin à la rébellion.
Bien que Hawley était un commandant courageux et compétent de la cavalerie, il était également un disciplinaire strict, désigné par les contemporains comme «le pendu Hawley» ou le «Lord Chief Justice». Bien que cela fasse référence à ses méthodes disciplinaires, il existe des preuves qu'il porte une certaine responsabilité dans le meurtre de Jacobites blessés après Culloden.

## Biographie

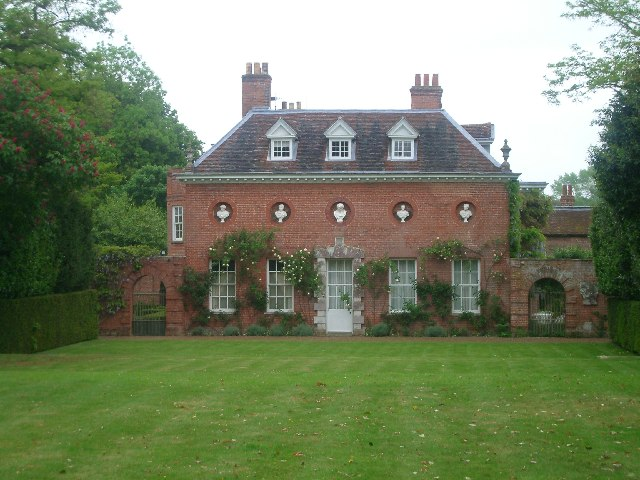
West Green House, construite par Hawley en 1720, utilisant les bénéfices de la capture de Vigo

Henry Hawley (1685-1759) est né à Westminster, Londres et baptisé le 12 janvier 1685 à St Martin-in-the-Fields. Son père, le lieutenant-colonel Francis Hawley (1653-1692), était apparenté aux baronnets Hawley et épousa Judith Hughes (1659-1735) en 1684. Ils eurent quatre enfants, Henry, Edward (ca 1686-après 1724), Anne (ca 1690-après 1762) et un fils qui mourut jeune.
La suggestion de Walter Scott qu'Henry était un fils illégitime de George II (1683-1760) a été rejetée par les historiens. Si c'était vrai, George l'aurait engendré à l'âge de deux ans, trente ans avant sa première visite en Angleterre,.
Francis a été tué lors de la Bataille de Steinkerque en août 1692, laissant sa famille sans le sou. En 1694, son demi-frère Thomas Erle (1650-1720) fait de Henry un enseigne dans son régiment, alors qu'il n'a que neuf ans. Les commissions étaient alors considérées comme des actifs privés, qui pouvaient être utilisés comme investissement ou pour générer un revenu; leur attribution aux enfants a été découragée par la suite, mais le fait de garder la rémunération et de déléguer des tâches à un remplaçant est resté une pratique courante. Son frère Edward a également reçu une commission et sa mère a reçu une pension.
Hawley ne s'est jamais marié mais a eu une relation à long terme avec Elizabeth Toovey, mentionnée dans son testament comme étant «pendant de nombreuses années mon amie, ma compagne et souvent mon infirmière». Son deuxième fils, le capitaine William Toovey, devint son héritier et prit le nom de Hawley après sa mort en mars 1759; il semblerait qu'il ait pu être le fils de Hawley.

## Carrière

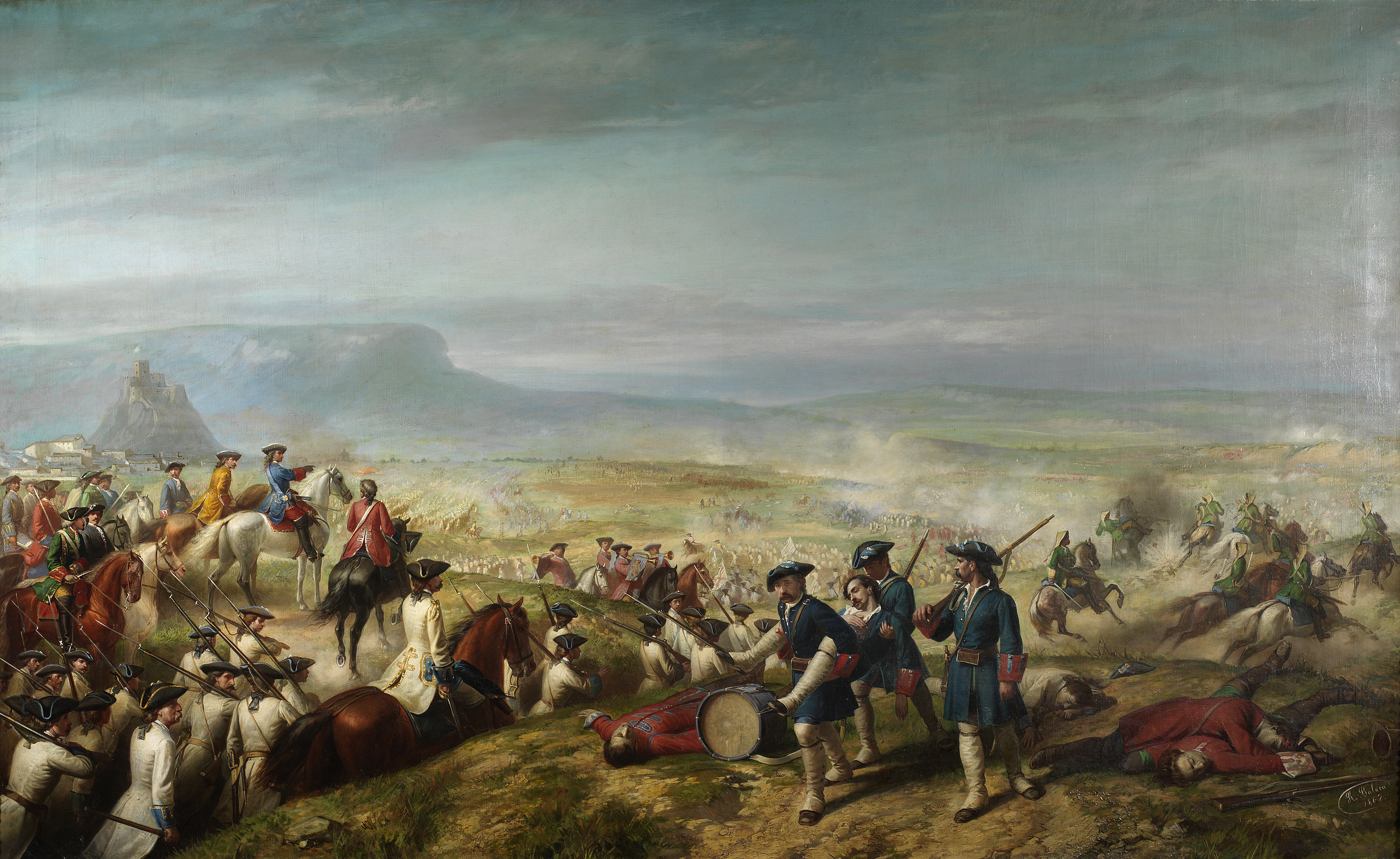
Hawley a combattu lors de la Bataille d'Almansa en 1707, une défaite alliée

Francis Hawley avait été lieutenant-colonel du 4th Queen's Own Hussars, connu jusqu'en 1689 sous le nom de régiment de la reine Anne et commandé par le mari d'Anne, le prince George de Danemark. Henry a été nommé page de leur fils, Guillaume de Gloucester, 1689-1700. Lorsque la Guerre de Succession d'Espagne a commencé en 1702, il a été nommé au régiment de Richard Temple (1er vicomte Cobham) mais en septembre 1704, le prince George a fait en sorte qu'il passe dans le Royal Horse Guards.
En mai 1706, Hawley est devenu capitaine dans l'ancien régiment de son père et a accompagné son oncle Thomas Erle en Espagne, où il a participé à la Bataille d'Almansa en 1707. Ce fut une victoire décisive des Bourbons, où la plupart de l'infanterie britannique a été fait prisonnier mais Hawley et la cavalerie se sont échappés. En avril 1708, il revient en Angleterre avec Erle, qui a été choisi par Marlborough pour diriger un corps expéditionnaire qui débarquera sur la côte française et capturera Abbeville. Ce plan a fait l'objet d'un veto de la République néerlandaise. Erle a pris sa retraite du service actif et en 1709, Hawley est retourné dans son régiment en Écosse.
En 1710, Hawley s'est querellé avec un collègue et l'a tué en duel, une pratique courante à cette époque, l'exemple le plus notoire étant l'affaire Hamilton-Mohun de 1712. Il a été gracié par la reine Anne, qui l'a également aidé à acheter une commission de lieutenant-colonel en 1712. Au cours de la Rébellion jacobite de 1715, Hawley et son frère cadet Edward, qui était capitaine de vaisseau dans le même régiment, combattirent à Sheriffmuir.

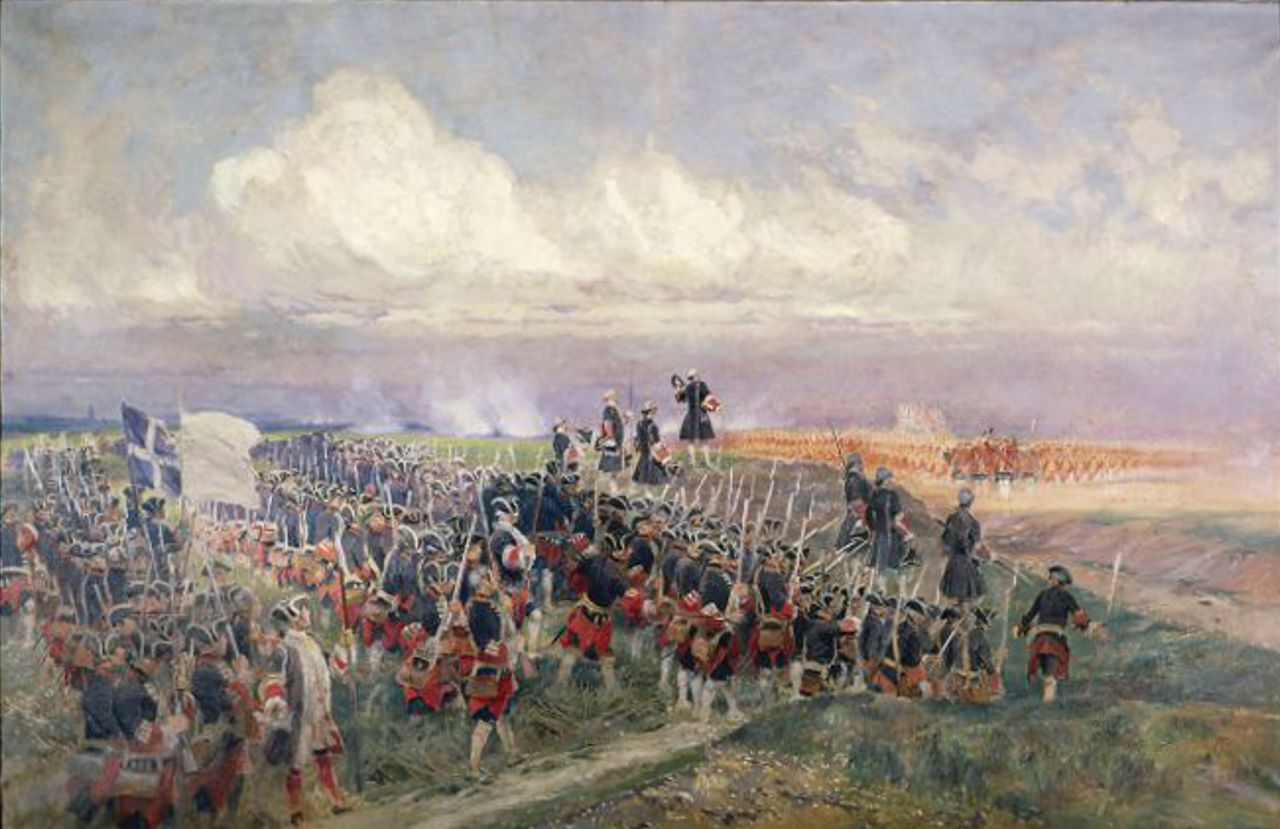
Fontenoy, 1745; une défaite britannique, la manipulation de la cavalerie par Hawley a assuré une retraite ordonnée

En 1717, Hawley est devenu colonel du 33e régiment d'infanterie. Pendant la Guerre de la Quadruple-Alliance en 1719, son régiment faisait partie de la force expéditionnaire qui a capturé le port espagnol de Vigo. Le butin pris était immense et l'expédition extrêmement rentable pour des officiers supérieurs comme Hawley. En 1720, il a acheté un domaine près de Hartley Whitney où il a construit West Green House, qui appartient maintenant au National Trust.
La Grande-Bretagne était en paix depuis 20 ans; en 1730, Hawley est devenu colonel du 13th Dragoons et promu major général en 1739. L'année suivante, il revient au 4e Dragons en tant que colonel, poste qu'il conserve jusqu'à sa mort en 1759. Au début de la Guerre de Succession d'Autriche en 1741, on lui offre le commandement des forces terrestres britanniques envoyées pour capturer Carthagène des Indes aux Antilles, mais il la refuse. La raison pour laquelle il l'a fait n'est pas claire, bien qu'il s'agisse d'une affectation notoirement malsaine; l'expédition s'est soldée par un échec, avec plus de 9 000 décès dus à la Fièvre jaune.
Au lieu de cela, il a servi en Flandre comme adjoint de Sir John Cope (général), commandant de la réserve de cavalerie lors de la victoire de Dettingen en juin 1743. En décembre, Cope est nommé commandant militaire en Écosse et Hawley est nommé commandant en second de la cavalerie sous William Augustus de Cumberland. À Fontenoy en avril 1745, la cavalerie britannique a été spectatrice pendant la majeure partie de la bataille; après que Hawley ait pris le commandement de Cumberland, sa conduite de la cavalerie a permis à l'infanterie alliée de battre en retraite en bon ordre. Fontenoy a été une défaite mais a amélioré sa réputation.

## Rébellion jacobite de 1745

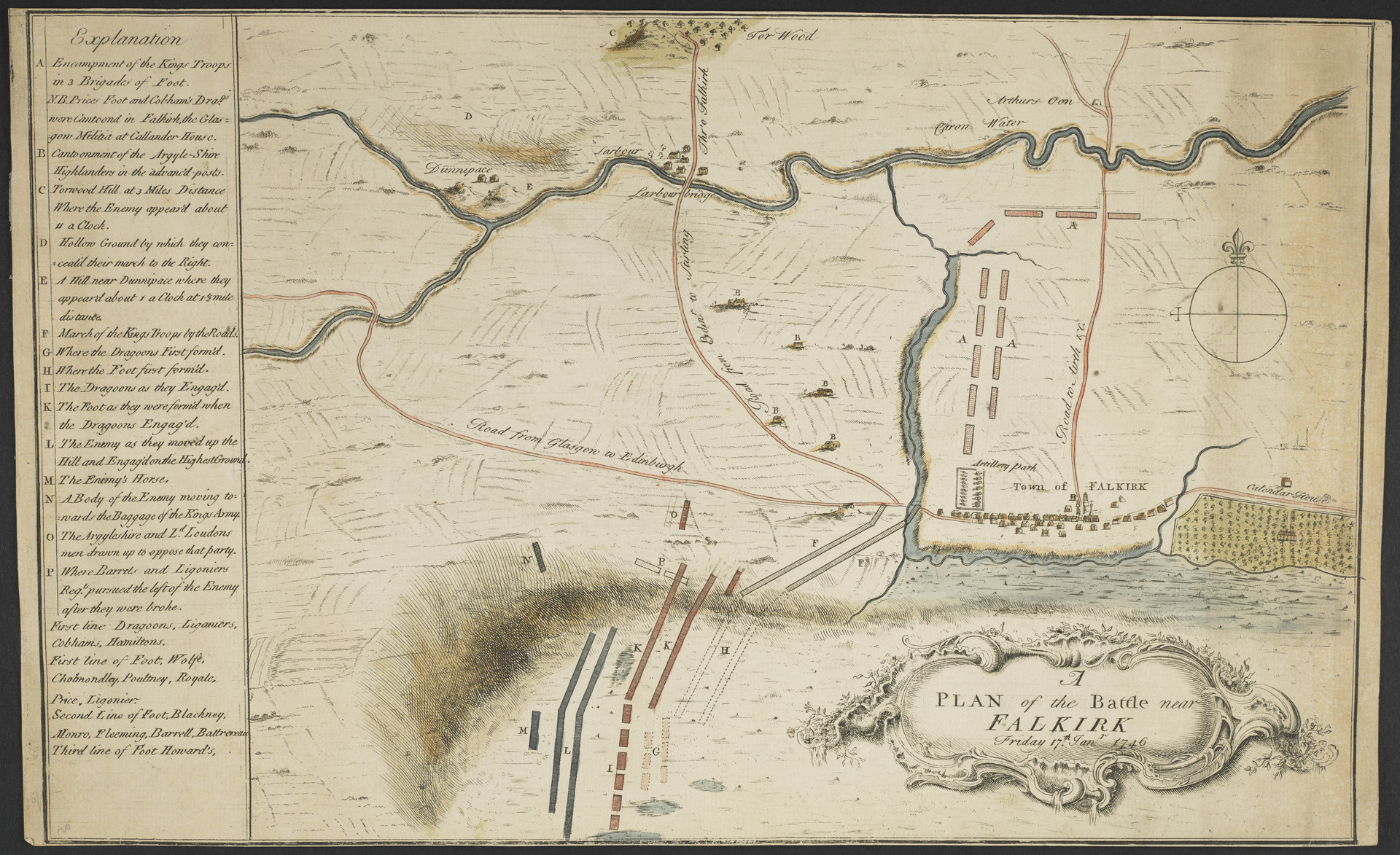
Falkirk Muir, janvier 1746

Le soulèvement de 1745 a commencé en juillet lorsque Charles Édouard Stuart a débarqué en Écosse. En septembre, il a battu Sir John Cope à Prestonpans. L'armée jacobite envahit alors l'Angleterre, atteignant Derby le 4 décembre avant de se retirer en Écosse par manque de soutien. Hawley faisait partie des troupes rentrées en Grande-Bretagne et était présent à l'escarmouche de Clifton Moor le 18 décembre; deux jours plus tard, il est nommé commandant en chef en Écosse.
L'objectif immédiat était de sécuriser les basses terres d'Écosse et, le 6 janvier, Hawley est arrivé à Édimbourg. Il avait environ 8 000 soldats disponibles localement, plus 2 000 miliciens avec le comte de Loudoun près d'Inverness. Les Jacobites assiégeaient le château de Stirling et le 13 janvier, il ordonna à 4 000 soldats sous John Huske (1692-1761) d'avancer à son secours. L'expérience précédente de Hawley à Sheriffmuir en 1715 l'a conduit à surestimer la vulnérabilité de l'infanterie des Highlands à la cavalerie alors qu'il sous-estimait sérieusement leurs qualités de combat.

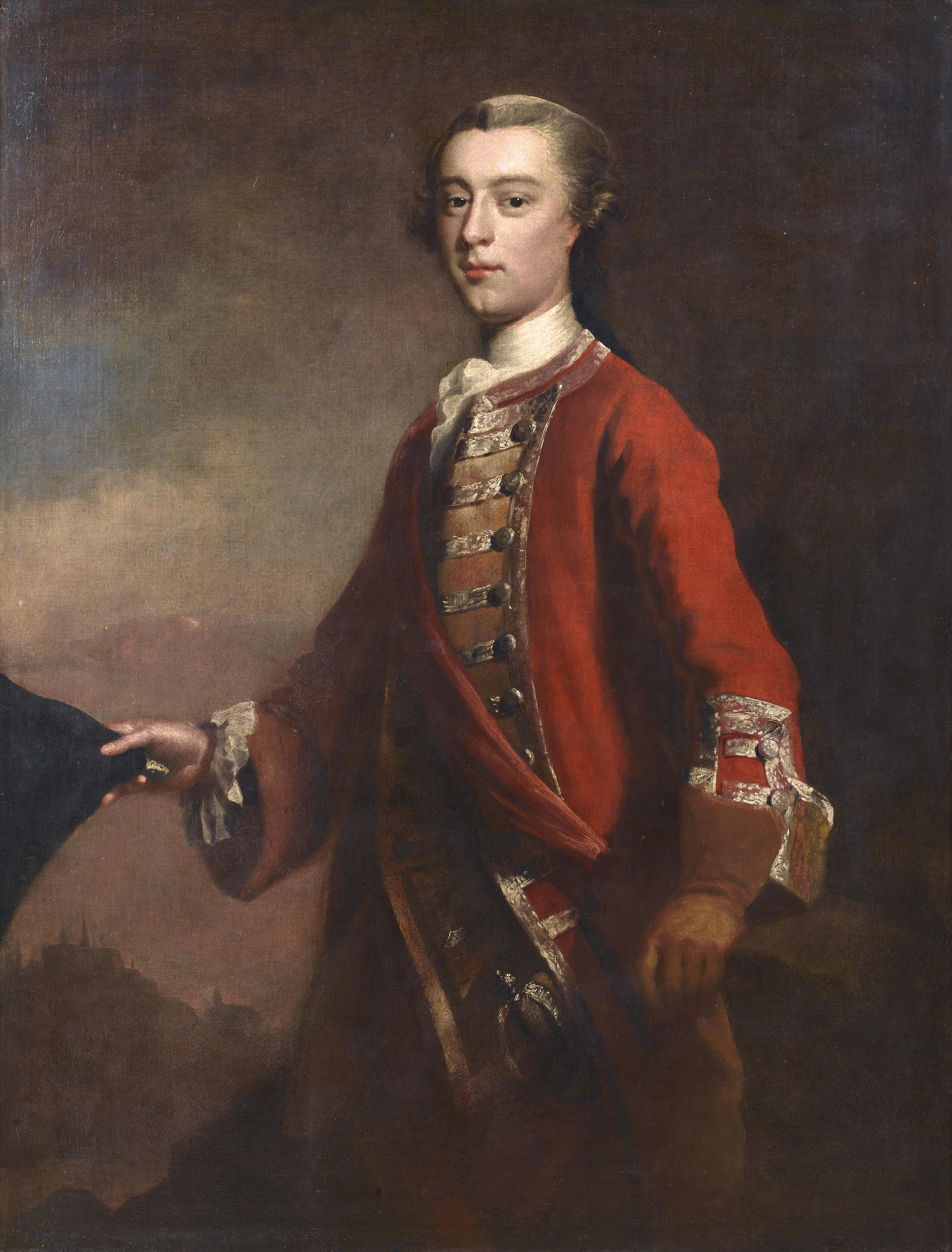
L'aide de Hawley à Culloden, James Wolfe

Cette confiance excessive a contribué à sa défaite à Falkirk Muir le 17 janvier, qui a commencé tard dans l'après-midi dans une neige faible et lourde et a été marquée par la confusion des deux côtés. L'artillerie de Hawley est restée coincée dans la boue et a été abandonnée par les artilleurs, tandis que ses dragons chargeaient la droite jacobite. Ils ont été repoussés dans le désordre, dispersant leur propre infanterie mais son droit sous Huske a tenu bon, a récupéré l'artillerie et s'est retiré en bon ordre. Ils ont été aidés par les Highlanders qui se sont arrêtés pour piller le train de bagages.
Ni lui ni Cumberland ne considéraient Falkirk comme une grave défaite, mais une proportion élevée de victimes gouvernementales étaient des officiers abandonnés par leurs hommes. Contrairement aux Prestopans, beaucoup étaient des vétérans expérimentés et un certain nombre de soldats ont été traduits en cour martiale, dont plusieurs ont été exécutés. Le commandant de l'artillerie, le capitaine Archibald Cunningham, décrit comme un «sot» ou un ivrogne, a abandonné ses armes et s'est enfui en utilisant les chevaux de transport. Peu avant sa cour martiale, il s'est suicidé «en ouvrant les artères de ses bras».
Contrairement à Cope, Hawley n'a jamais été confronté à une cour martiale pour Falkirk, bien que l'écrivain Horace Walpole ait soutenu qu'il était "cinquante fois plus coupable, car Cope a fait une erreur par incapacité, Hawley par insolence et négligence". L'incapacité à remporter une victoire décisive a conduit à des récriminations parmi les dirigeants jacobites et a encore endommagé la relation tendue entre Charles et ses officiers écossais.
Hawley a dirigé une unité de cavalerie lors de la bataille de Culloden le 16 avril, qui a duré moins d'une heure et s'est terminée par une victoire décisive du gouvernement. Les pertes jacobites ont été estimées entre 1 200 et 1 500 morts, dont beaucoup ont été tués lors de la poursuite qui a suivi. Les troupes qui se tenaient ensemble, comme les réguliers français, étaient beaucoup moins vulnérables que celles qui se dispersaient comme les Highlanders. De nombreux blessés jacobites laissés sur le champ de bataille ont également été tués, selon l'auteur et historien John Prebble, «symptomatique de l'humeur et du comportement général de l'armée».
James Wolfe, son aide de camp à Culloden, figure dans une anecdote où il a refusé un ordre de tirer sur un officier blessé des Highlands, la personne donnant l'ordre diversement appelé Cumberland ou Hawley.
Lors de raids punitifs après Culloden, Wolfe a écrit à un collègue «le moins possible de Highlanders sont faits prisonniers». Il critiquait également de nombreux officiers supérieurs; en 1755, il a affirmé que les troupes redoutaient la sévérité (de Hawley), détestaient l'homme et méprisaient ses connaissances militaires et a décrit Humphrey Bland comme n'étant pas aussi bien élevé et poli qu'on pourrait le souhaiter.

## Après 1745

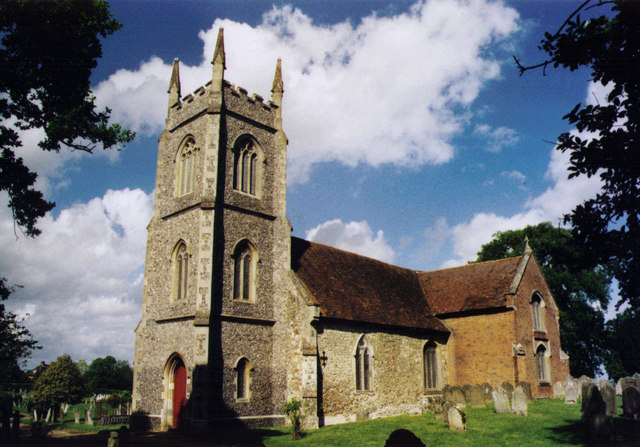
Hawley a été enterré ici en 1759

En juillet 1745, le comte d'Albemarle prend le commandement de l'Écosse et Hawley retourne en Flandre avec Cumberland, où il reste jusqu'à la fin de la guerre de succession d'Autriche. Il participe à la Bataille de Lauffeld en 1747, une victoire française décisive où seules les charges de cavalerie dirigées par John Ligonier sauvent l'infanterie alliée de l'anéantissement.
Cela a mis fin à la carrière militaire active de Hawley, bien qu'il soit resté colonel des 4th Dragoons jusqu'à sa mort. En 1748, il est nommé gouverneur d'Inverness, poste qui nécessite peu de service. En 1752, il est nommé gouverneur de Portsmouth, près de son domicile de West Green End, où il décède en 1759.
Il a été enterré à l'église St Mary, Hartley Wintney malgré son testament, contenant plusieurs commentaires antipathiques à la religion, notamment «Je déteste les prêtres de toutes professions». Il a laissé 5 000 £ à sa sœur Anne et un usufruit à vie de ses propriétés à Elizabeth Toovey. À sa mort, ceux-ci sont passés à son deuxième fils, le capitaine William Toovey, qui a pris le nom de Hawley et dont les descendants possédaient West Green End jusqu'en 1898.